# Clemente José Monteiro Filho
Clemente José Monteiro Filho (1925-1977) foi um militar brasileiro, acusado como torturador durante o Regime Militar.
Fuzileiro naval, na década de 1940 era filiado ao PCB, tendo sofrido nesta época três inquéritos e uma crise nervosa.
Em dezembro de 1963, como capitão-de-fragata, assinou um manifesto contra a nomeação de Cândido da Costa Aragão como comandante-geral do Corpo de Fuzileiros Navais. Ele e todos os trinta envolvidos foram presos por determinação do chefe do Estado Maior da Marinha, almirante José Luís da Silva Júnior
Foi o oficial brasileiro de mais alta patente que fez o Curso de Informações na Escola das Américas, na Zona do Canal do Panamá, em 1965.
Seria logo depois o fundador do centro de tortura da Ilha das Flores. Foi também comandante da Ilha de 1968 a 1970, já no posto de capitão-de-mar-e-guerra,. Em abril de 1969 organizou um pequeno campo de concentração na ilha para pressionar os membros do MR-8. Lá foi acusado de participar das torturas das seguintes pessoas: Humberto Trigeiros Lima, Iná de Souza Medeiros, Marta Maria Kagsburnn, Marta Mota Lima Alavarez, Sebastiao Medeiros Filho e Luis Carlos de Souza Santos.
De 1974 a 1977 foi diretor da Academia Nacional de Polícia da Polícia Federal.
A Comissão Nacional da Verdade listou seu nome postumamente, em 2014, como um dos responsáveis pela gestão de estruturas e condução de procedimentos destinados à prática de graves violações de direitos humanos durante o Regime Militar.